# Lauraniïta
La lauraniïta és un mineral de la classe dels sulfats. Rep el nom de la mina Laurani, a Bolívia, la seva localitat tipus.

## Característiques
La lauraniïta és un sulfat de fórmula química Cu₆Cd₂(SO₄)₂(OH)₁₂·5H₂O. Va ser aprovada com a espècie vàlida per l'Associació Mineralògica Internacional l'any 2019, sent publicada l'any 2022. Cristal·litza en el sistema monoclínic.
L'exemplar que va servir per a determinar l'espècie, el que es coneix com a material tipus, es troba conservat a les col·leccions mineralògiques del Museu d'Austràlia Meridional, a Adelaida, Austràlia, amb el número de registre: g34801.

## Formació i jaciments
Va ser descoberta a la mina Laurani, situada al districte homònim de la província d'Aroma (Departament de La Paz, Bolívia). També ha estat descrita a la mina de Tsumeb, a la regió d'Oshikoto (Namíbia). Aquests dos indrets són els únics de tot el planeta on ha estat descrita aquesta espècie mineral.